# Nassau (hrabstwo Rensselaer)
Nassau – wieś w Stanach Zjednoczonych, w stanie Nowy Jork, w hrabstwie Rensselaer.